# Wanyuan
Wanyuan (万源) é uma cidade na província chinesa de Sujuão. Shifang é a capital do distrito de Wanyuan. Wanyuan tem mais de 100.000 habitantes. 